# Europa Orientalis
Europa Orientalis. Studia z Dziejów Europy Wschodniej i Państw Bałtyckich – rocznik ukazujący się od 2009 (druk pierwszego rocznika w 2012) w Toruniu. Redaktorem naczelnym jest Waldemar Rezmer. Pismo jest poświęcone dziejom Europy Wschodniej. Jego tematyka obejmuje też kwestie dotyczące bezpieczeństwa i obronności tego obszaru w okresie współczesnym (XX-XXI wiek). W roczniku publikowane są: artykuły, dokumenty i materiały, dyskusje i polemiki, recenzje i omówienia oraz sprawozdania w języku polskim, angielskim oraz rosyjskim. 